# Claudio Sanfilippo
Claudio Sanfilippo (Milano, 29 maggio 1960) è un cantautore e scrittore italiano.

## Biografia
Inizia a suonare la chitarra a sedici anni e quasi contemporaneamente inizia a scrivere canzoni; dopo qualche anno passato a suonare nei club e nelle feste di piazza, nel 1985 viene chiamato a partecipare al Club Tenco, in veste di "nuova proposta". 
Nella sua carriera artistica alterna l'attività musicale a quella letteraria e poetica.
Nel 1987 Pierangelo Bertoli interpreta la sua Casual Soppiatt Swing (inclusa nell'album Canzone d’autore), da cui deriva il nome dell'omonima band, con cui si esibisce dal vivo per tutti gli anni Ottanta e in cui hanno suonato Francesco Saverio Porciello, Umberto Tenaglia, Alberto Cesana, Massimo Gatti, Lorenzo Pergolato, Paolo Rosti, Massimo Messaggi.
All'inizio degli anni Novanta inizia un sodalizio con Sony Music Publishing che durerà per oltre dieci anni. Nel 1995 esce l'album d'esordio, Stile libero (Edel), dall'omonima canzone, interpretata da Mina, nell'album Loch Ness, (1993). 
Nel 1996 Stile Libero vince la Targa Tenco quale migliore opera prima. All'album partecipano diversi ospiti speciali: Eugenio Finardi, Rossana Casale, Carlo Marrale e Piero Milesi, che arrangia il quartetto d'archi nel brano che dà il titolo all'album. Sempre nel 1996 escono l'album Occhi di Eugenio Finardi (in cui partecipa alla scrittura di tre canzoni: Con questi occhi, Alba e Lucciola) e Sul confine di Cristiano De André, che si chiude con la sua La notte di San Lorenzo.
Nel 1999 esce il secondo album Isole nella corrente (Fridge Records), completamente autoprodotto. Da quel momento intraprende questa strada indipendente, senza più entrare in contatto con la discografia ufficiale.
Nel 2003 è la volta di un album di canzoni in milanese: I paroll che fann volà (Maxine). Arrangiato da Rinaldo Donati, vi suonano Marco Brioschi, Bruno Bergonzi, Umberto Tenaglia, Massimo Gatti, Massimo Javicoli. Ospite speciale è Nanni Svampa con cui duetta nel brano I tosann de Porta Tosa.
Contemporaneamente esce la sua prima raccolta di poesie in milanese, Nel sangh che rüsa'l vent (Piccola Biblioteca di Ciminiera). Nel 2004 esce Appunti di viaggio (Abaco) un volume di fotografie e testi che raccontano il suo percorso artistico, con una selezione di brani nel cd allegato.
Fotosensibile (Maxine) è il titolo dell'album che esce a fine 2008. Con l'album c'è un dvd, prodotto da Maxine e Bedeschi Film. Arrangiato da Rinaldo Donati, nel disco suonano Nate Wood, Adam Benjamin, Piero Milesi, Andrea Vagnoni, Ugo Binda, Marco Brioschi, Marco Bianchi, Paul Mc Candless, Kal Dos Santos, Sarah De Magistri, Regina Marques e Max-iT, che firma il remix di Agosto.
Nel 2011 pubblica il libro Fedeli a San Siro (Mondadori), scritto insieme all'amico giornalista Tiziano Marelliː col pretesto delle loro rispettive fedi calcistiche (milanista Claudio e interista Tiziano), racconta la Milano degli anni Sessanta e Settanta.  
Nel 2013, insieme a Carlo Fava e a Folco Orselli dà vita a Scuola milanese - storie e canzoni tra i banchi di nebbia - un format musicale e narrativo che ha prodotto decine di serate alla Salumeria della Musica di Milano, raccontando la città, attraverso la musica e le testimonianze di oltre cento ospiti, insieme ad una band, composta da Danilo Minotti alla chitarra, Marco Brioschi alla tromba, Marco Ricci al basso e Maxx Furian alla batteria. 
Nello stesso anno, Paola Atzeni pubblica l'album Dentro, in cui interpreta otto sue canzoni (Almanacco, C'era, Un prezioso diradare, Contrabbandieri, Memoria, Nessuno passa, Nuvola rosa, Le parole sporche). Gli arrangiamenti sono di Pancho Ragonese, che suona il pianoforte, insieme a Piero Orsini al contrabbasso, Massimo Caracca alla batteria e alla stessa Paola al flauto traverso.
Nel 2014 esce l'album di Scuola milanese (ed. 2ª), registrato dal vivo alla Salumeria della Musica e nello stesso anno Mina canta La palla è rotonda, sigla Rai delle trasmissioni dedicate ai mondiali di calcio in Brasile; la canzone è inclusa nell'album Selfie.
Sempre nel 2014 pubblica il racconto lungo Tango milanese (I Corsivi del Corriere della Sera).
Nel 2015 esce Avevamo un appuntamento, dieci canzoni che dialogano con le poesie di Filippo Davòli lette da Neri Marcorè. Nell'album i contributi di Rinaldo Donati, Francesco Saverio Porciello, Marco Brioschi, Andrea Donati.
Nel 2016 esce Ilzendelswing, il nuovo album in milanese. Prodotto insieme a Massimo Gatti, che ha curato gli arrangiamenti, è ispirato a un mix di generi al confine tra swing acustico, bluegrass, musica celtica, canzone d’autore di origine anglofona. Nell'album anche Ellio Martina alla pedal-steel guitar, Veronica Sbergia in un arrangiamento vocale, Paolo Ercoli al dobro, Colm Murphy al fiddle, Sara Vescovi ai cori.
Ilzendelswing è anche il nome della band che oltre a Claudio Sanfilippo (chitarra, voce) a Massimo Gatti (mandolino, cori) vede la presenza di Max De Bernardi (chitarra) e Icaro Gatti (contrabbasso). Dal 2017 al progetto si uniscono Val Bonetti (chitarra) e Rino Garzia (contrabbasso).
Nel frattempo nasce la collaborazione con la band italo-ticinese Swing Power, insieme a Danilo Boggini (fisarmonica), Pierluigi Ferrari (chitarra), e Marco Ricci (contrabbasso); nel febbraio 2017 la band registra Sott'a 'sti mur, un album che rivisita settant'anni di canzone d’autore milanese in chiave jazzistica.
Sempre nel 2017 partecipa a due album: “Canto te, mia diva” di Diego Baiardi, interpretando ”Gli amanti” insieme a Carlo Fava, e “Truòsparìs” di Franco Giordani cantando con lui “Ega neigra”.
Nel 2018 viene presentato il film Pane dal cielo, diretto da Giovanni Bedeschi, nella cui colonna sonora vi sono tre sue canzoni (Pane dal cielo, Ilzendelswing e La meraviglia) nonché un'interpretazione di Nostalgia de Milan tratta dall’album dei Swing Power.
Sempre nel 2018 esce il suo romanzo Fin dove arriva l'acqua (Bolis Edizioni - Collana Genius Loci).
A fine ottobre 2019 per l’etichetta Maremmano Records (IRD) esce l'album Boxe, composto di quattordici canzoni scritte tra il 1981 e il 2017, solo per chitarra e voce.
Nello stesso periodo escono due libri. Il primo è 1899 - AC Milan, le storie (Hoepli), scritto insieme a Gino Cervi, Michele Ansani e Gianni Sacco, la storia narrata come un “romanzo popolare” del club rossonero, impreziosita dalle illustrazioni di Osvaldo Casanova. L’altro è un’antologia di racconti gialli ambientati nel mondo dello spettacolo milanese, Giallo al cabaret (Solferino). Oltre al racconto di Claudio Sanfilippo (Parlare con i lampioni) ci sono quelli di Gigio Alberti, Lorenzo Beccati, Gino Vignali, Elena e Michela Martignoni.
Dal 2019 collabora con Satisfaction, rivista di critica letteraria diretta da Gian Paolo Serino, con una rubrica personale intitolata “Sanfeelgood”.

## Riconoscimenti
- 1996: Targa Tenco come miglior opera prima per Stile Libero[1].

## Opere
- Eugenio Finardi allo specchio, (illustrato), Arcana, 2001.
- Nel sangh che rüsa 'l vént , collana Biblioteca di Ciminiera, Gruppo editoriale Marche, 2004.
- Appunti di viaggio, illustrato e con CD Audio. Edizione italiana e inglese, 3 voll., Abaco, 2004.
- (con Tiziano Marelli), Fedeli a San Siro. Storie di calcio, di derby e non solo, Milano, Mondadori, 2011.
- Tango Milanese, I Corsivi del Corriere della Sera, 2014.
- Mal di terra - poesie, Edizioni del Foglio Clandestino, 2015.
- Fin dove arriva l'acqua, Bolis Edizioni, 2018
- 1899 AC MILAN, le storie, Hoepli, 2019
- Giallo al cabaret, Solferino, 2019
- (con Tiziano Marelli), Voci a San Siro, About Cities, 2023

## Discografia

### Album
- 1996 - Stile Libero (Edel)
- 1999 - Isole nella Corrente (Fridge Records)
- 2003 - Radio pesci fuor d'acqua (Tendencias)
- 2004 - Appunti di viaggio (Maxine Productions)
- 2005 - I paroll che fann volà (Maxine Productions)
- 2008 - Fotosensibile (Maxine Productions)
- 2014 - Scuola Milanese - dal vivo alla "Salumeria della Musica di Milano" - con Carlo Fava e Folco Orselli (e2)
- 2015 - Avevamo un appuntamento - con Neri Marcorè e Filippo Davoli (e2)
- 2016 - Ilzendelswing (Vann i tram?)
- 2017 - Swing Power - Sott'a 'sti mùr
- 2019 - Boxe (Maremmano Records)